# Mar de Fondo Fútbol Club
O Mar de Fondo Fútbol Club é um clube uruguaio de futebol fundado em 1934 na cidade de Montevidéu. Seu presidente é Ruben Iguini Telesca.
O clube, que não possui estádio próprio, disputa atualmente a Segunda División Amateur, correspondente à Terceira Divisão uruguaia. Suas cores são preto e branco. 